# Droga magistralna M4 (Białoruś)
Droga magistralna M4 (biał. Магістраль М4, ros. Магистраль М4) – trasa szybkiego ruchu na terenie Białorusi. Droga M4 łączy stolicę Białorusi, Mińsk ze wschodem kraju i miastem Mohylew, gdzie łączy się z trasą M8.